# Friedrich Christoph Schlosser

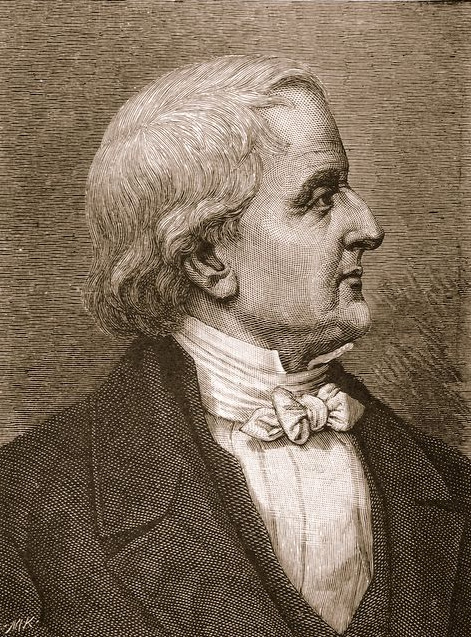
Friedrich Christoph Schlosser

Friedrich Christoph Schlosser (* 17. November 1776 in Jever; † 23. September 1861 in Heidelberg, Großherzogtum Baden) war ein deutscher Historiker.

## Leben und Wirken

### Ausbildung und frühe Jahre
Schlosser wurde 1776 in der Herrschaft Jever als jüngstes von zwölf Kindern des Advokaten Carl Wilhelm Schlosser (1727–1783) und der Kaufmannstochter Weike Maria geb. Mehrings (1735–1794) geboren. Nach dem frühen Tod des Vaters besuchte er zunächst die Lateinschule seiner Heimatstadt und entschied sich dann zunächst für das Pfarramt. Folgerichtig studierte er von 1794 bis 1797 in Göttingen Theologie, daneben aber auch klassische Philologie und Geschichtswissenschaft, wobei er durch die spätaufklärerische Geschichtsschreibung August Ludwig von Schlözers und Ludwig Timotheus Spittlers beeinflusst wurde. Nach dem Studium war er zunächst zehn Jahre als Hauslehrer tätig, zunächst ab 1797 bei der Familie des Grafen Bentinck in Varel, ab 1798 bei einem Kaufmann in Othmarschen und ab 1800 schließlich bei dem angesehenen Kaufmann Georg Meyer in Frankfurt am Main. In Frankfurt blieb Schlosser acht Jahre und nutzte diese Zeit für umfassende Studien zur philosophischen, theologisch-pädagogischen und historischen Literatur der Aufklärung. Um sich für den Lehrerberuf zu qualifizieren, veröffentlichte er 1807 seine erste Schrift, eine religions- und kirchengeschichtliche Untersuchung, die von der Fachwelt wohlwollend aufgenommen wurde. Ostern 1808 nahm Schlosser die Stelle eines Konrektors an der Provinzialschule in Jever an.

### Tätigkeit in Frankfurt
Bereits im Herbst 1809 verließ Schlosser Jever, ging nach Frankfurt am Main zurück und verfasste hier erste historische Schriften. Zwischenzeitlich wurde ihm von der Universität Gießen der Grad eines Dr. phil. verliehen. Unterstützt von seinem ehemaligen Arbeitgeber Meyer wurde Schlosser von 1810 bis 1819 Collaborator am Städtischen Gymnasium. Seine Tätigkeit ermöglichte Schlosser umfangreiche wissenschaftliche Arbeit und so konnte er 1812 seine Geschichte der bilderstürmenden Kaiser des oströmischen Reiches, eine Fortführung und Korrektur von Edward Gibbons Hauptwerk The History of the Decline and Fall of the Roman Empire, veröffentlichen. Dieses Werk erregte die Aufmerksamkeit des Fürstprimas Karl Theodor von Dalberg, des Landesherrn des 1810 neugeschaffenen Großherzogtums Frankfurt. Im Zuge einer Reorganisation des Unterrichtswesens gründete Dalberg in seiner Residenzstadt Frankfurt 1812 als Universitätsersatz das Lyceum Carolinum. An dieser Anstalt erhielt Schlosser eine Professur für Geschichte und Philosophie und lehnte den fast gleichzeitig erfolgten Ruf an die Universität Heidelberg ab.

### Tätigkeit in Heidelberg

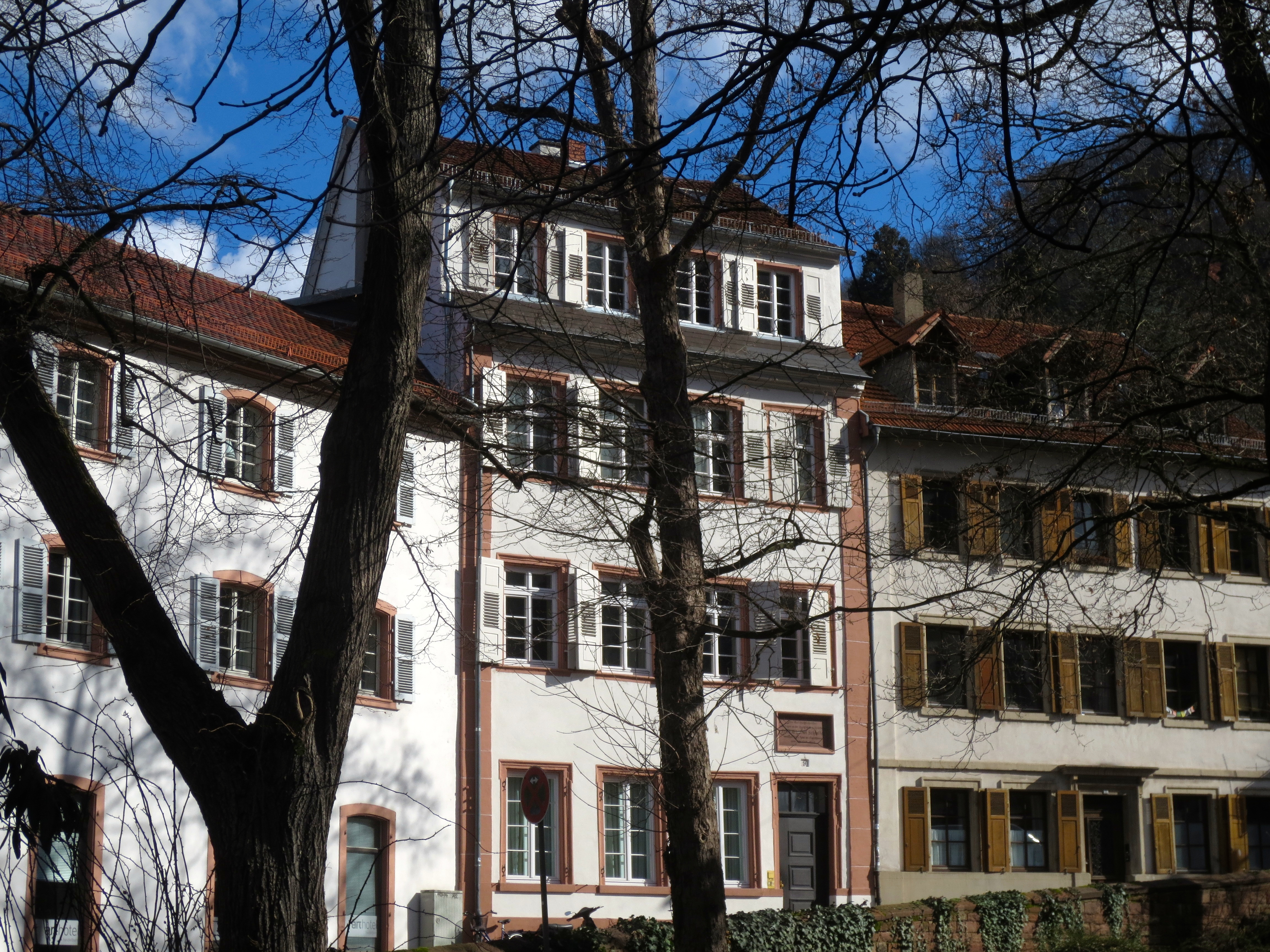
Schlossers Wohnhaus in der Heidelberger Altstadt, mittleres Gebäude, gegenüber der Apsis der Peterskirche gelegen

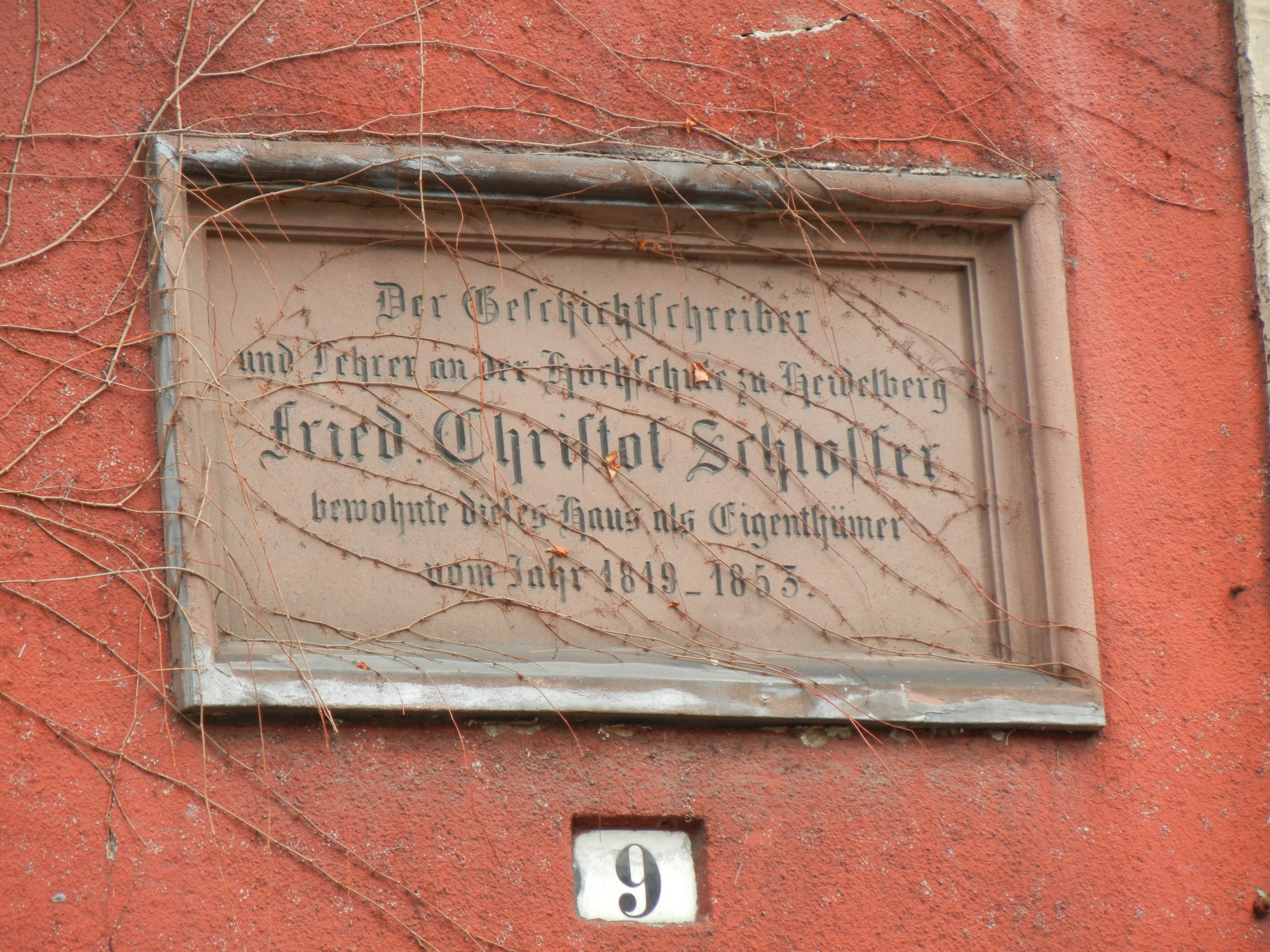
Gedenktafel an Schlossers Wohnhaus in Heidelberg

Nach dem Sturz Napoleon Bonapartes und der Wiederherstellung der Freien Stadt Frankfurt wurde das Lyceum geschlossen und Schlosser wurde stattdessen 1814 Stadtbibliothekar. Im August 1817 ging er schließlich doch als Professor für Geschichte an die Universität Heidelberg, wo er bis 1825 zusätzlich die Universitätsbibliothek leitete. In Heidelberg, wo Schlosser bis zum Sommersemester 1852 lehrte, entwickelte er eine im Sinne des Liberalismus äußerst wirkungsvolle Tätigkeit und schrieb mehrere Geschichtswerke. Seine zwei bekanntesten Werke sind die teils von ihm verfasste, teils auf der Grundlage seiner Veröffentlichungen von Georg Ludwig Kriegk zusammengestellte Weltgeschichte für das deutsche Volk und die mehrfach überarbeitete Geschichte des achtzehnten Jahrhunderts und des neunzehnten bis zum Sturz des französischen Kaiserreichs, die bis 1865 fünf Auflagen erlebte.

## Bewertung
Schlossers Geschichtsschreibung prägte der universalhistorische Ansatz sowie die enge Verbindung von politischer Geschichte und Geistesgeschichte. Durch Literatur und Philosophie glaubte Schlosser, den Zeitgeist der jeweiligen Epoche erfassen zu können. Er rezipierte große Stoffmengen und brachte sie direkt in seine Darstellungen ein, wobei er den Schwerpunkt nicht, wie andere Historiker seiner Zeit, auf die Form, sondern auf den Inhalt lenkte. Seine Arbeitsweise war, beispielsweise im Gegensatz zu der des etwas jüngeren Leopold von Ranke, der die Grundlagen der modernen, kritischen Geschichtswissenschaft erarbeitete, in Methode und Zielsetzung noch vom vor-wissenschaftlichen, vor-historistischen 18. Jahrhundert geprägt. Von der Aufklärung beeinflusst und in scharfer Form gegen Ungleichheit und Gebundenheit, gegen Absolutismus und Aristokratie, gegen ständische Ordnungen und ihre Nutznießer eingestellt, hatte Schlosser mit seinen Veröffentlichungen neben der klassischen auch die sittliche, moralische und staatsbürgerliche Bildung im Blick, wobei er den Blick auf die eigene Gegenwart richtete.
Bei Schlosser rückte, orientiert am Humanitätsbild der Aufklärung, die Selbstentfaltung des freien Individuums gegenüber der „verstehenden“, objektiven Darstellung historischer Abläufe bewusst in den Vordergrund, wobei er seine Schilderungen bewusst subjektiv und moralisch wertend gestaltete. Mit seinen Veröffentlichungen erzielte Schlosser seine höchste Wirkung im Vormärz und im Jahrzehnt nach dem Scheitern der Revolution von 1848, unter anderem auch in Russland, wo seine „Geschichte des 18. und 19. Jahrhunderts“ von Nikolai Gawrilowitsch Tschernyschewski übersetzt wurde.

„Schlosser ging nicht darauf aus, durch schöne Form zu wirken, stand vielmehr in ausgesprochenem Gegensatz zu der kritischen, so auch der künstlerischen Geschichtsschreibung. Der wissenschaftliche Gehalt seiner Werke steht hinter der moralischen Wirkung weit zurück, aber der für seine Zeit charakteristische Liberalismus seiner Auffassung hat seine Werke dem Verständnis des Volkes nähergebracht als die irgendeines andern Geschichtsschreibers.“

Schlosser wirkte stark auf die politischen Anschauungen des Mittelstands und des aufstrebenden Bürgertums. Er war selbst nie politisch tätig.
Schlosser verstarb am 23. September 1861 in Heidelberg. Seine sterblichen Überreste ruhen auf dem Bergfriedhof in Heidelberg. Schlossers neugotische Grabstele mit Architekturaufsatz, eine Arbeit des Bildhauers Heinrich Greif, befindet sich in der Abteilung H. Sein Grab lag ursprünglich unweit der Ruhestätte von Charles de Graimberg auf Lit. C.

„Überhaupt liegt es in dem Charakter dieses großen Geschichtschreibers, daß er Menschen und menschliche Zustände von einem idealen moralischen Standpunkte auffaßt, dann aber, wenn er sie in der Wirklichkeit bei näherer Betrachtung seinem Ideale nicht entsprechend findet, leicht zu hart beurtheilt. So ging es ihm in Jever, so nachher in Frankfurt und so endlich auch in Heidelberg.“

## Familie
Im Alter von 50 Jahren heiratete Schlosser am 28. März 1827 die aus Bendorf stammende Louise Henriette Hoffmann (1791–1862), die Ehe blieb kinderlos.

## Ehrungen

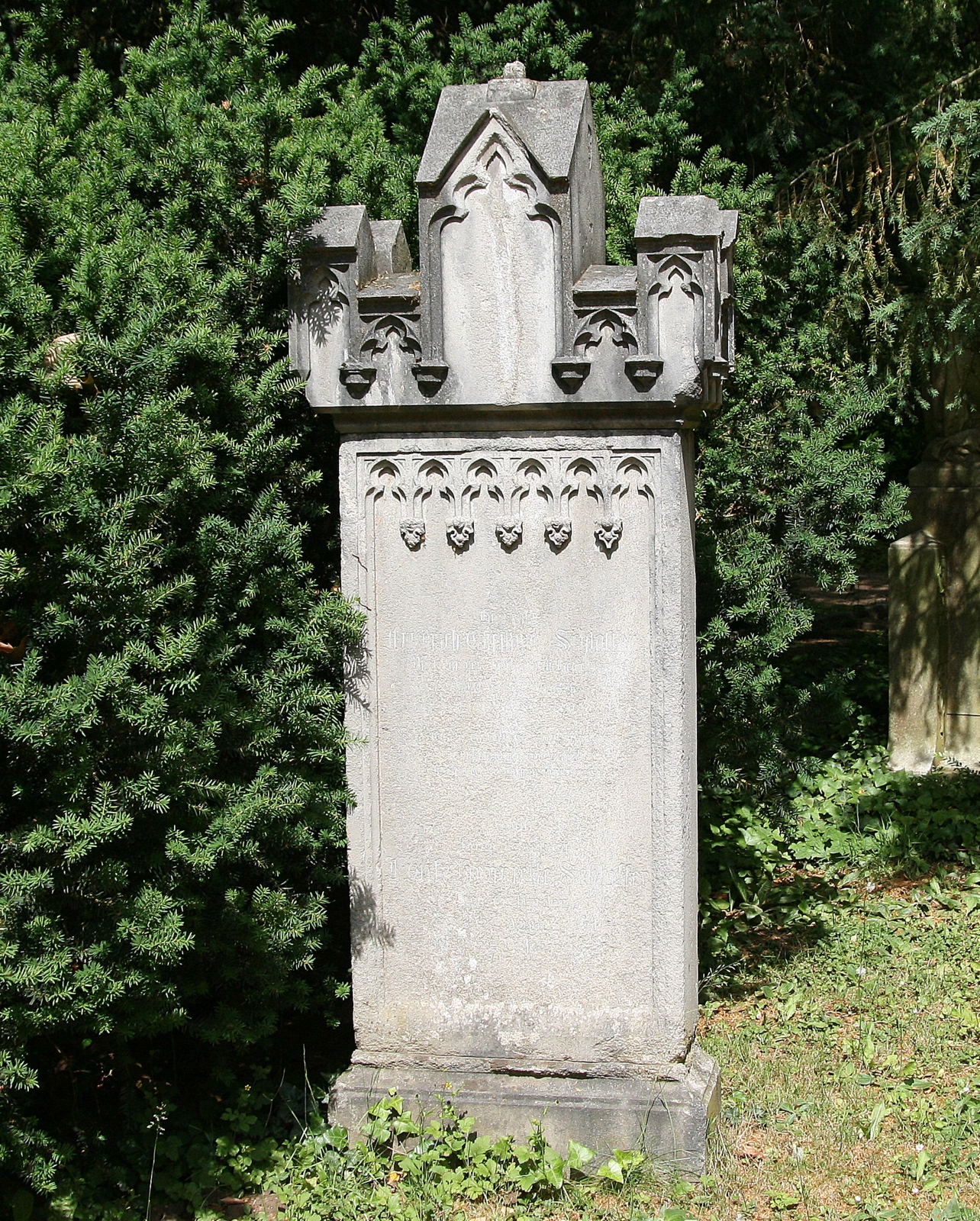
Die Grabstele von Friedrich Christoph Schlosser befindet sich heute in der (Abt. H). Seine Grabstätte liegt in der (Abt. C) auf dem Heidelberger Bergfriedhof

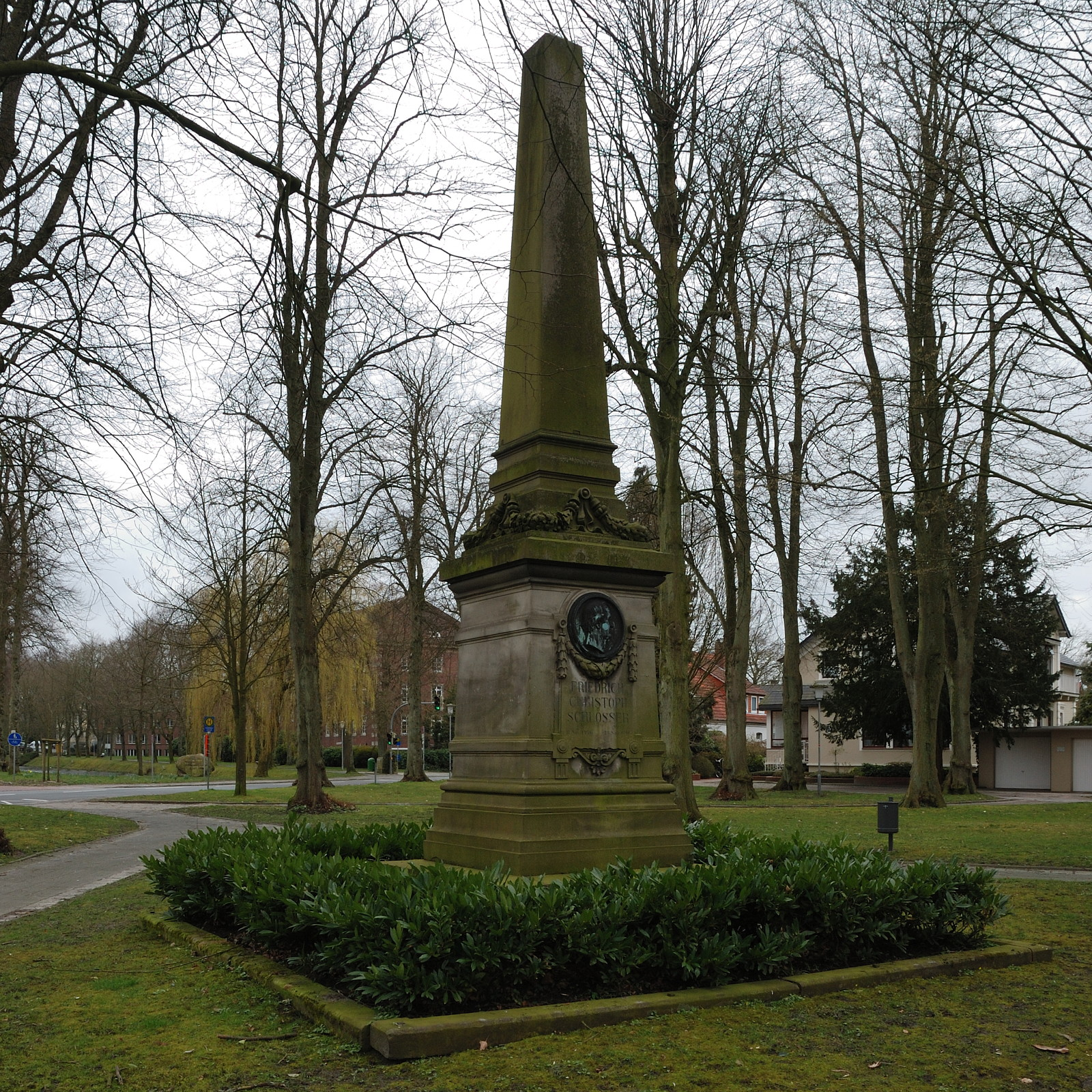
Denkmal auf dem Schlosserplatz in Jever

- 1852 wurde Friedrich Christoph Schlosser die Ehrenbürgerwürde der Stadt Heidelberg verliehen.
- 1853 erhielt er den Bayerischen Maximiliansorden für Wissenschaft und Kunst.[3]
- 1860 erhielt Friedrich Christoph Schlosser den Orden Pour le Mérite.[4]
- 1854 wurde nach ihm die Bark Schlosser benannt, die 1867 verschollen ging.
- 1876 wurde ihm zur Ehre in Jever auf dem Schlosserplatz ein Denkmal errichtet.

„Schlosser-Denkmal.
Unter den Männern der Wissenschaft, die in schweren Zeiten unentwegt in Wort und Schrift das Banner der Wahrheit, der Freiheit und des Rechtes hoch hielten und als Schriftsteller, wie als Lehrer im edelsten Sinne des Wortes die Erzieher des deutschen Volkes geworden sind, nimmt Friedrich Christoph Schlosser unbestritten eine der ersten Stellen ein. Noch leben Viele, die den geraden Sinn und den edlen Freimuth des Mannes persönlich zu würdigen Gelegenheit hatten; Tausende sind es, die einst zu seinen Füßen saßen und voll Bewunderung dem über Fürsten und Völker streng, aber gerecht urtheilenden Richter gelauscht; und aber Tausende sind es, die in seinen Geschichtswerken über die ewigen Gesetze, nach denen die Entwicklung der Völker sich regelt, Aufklärung und Belehrung fanden und finden.

Mag auch die rüstig fortschreitende Wissenschaft Vieles in seinen Werken überhohlt haben: die Gesammtheit seines Wirkens, den sittlichen Ernst seiner Auffassung, den schroffen Freimuth seiner Rede wird die Nation in Ehren halten müssen und nicht vergessen dürfen, welche mächtige Verbündete diese Geschichtsschreibung unserer Nation in dem harten Ringen um ihre politische Freiheit gewesen ist.

In Erwägung dieser großen Verdienste Schlosser’s sind die Unterzeichneten zusammengetreten, um dem großen Lehrer seines Volkes an seinem Geburtsorte Jever (im Großherzogthum Oldenburg), und zwar zum 17. November k. J., als dem Tage der Säcularfeier seines Geburtstages, ein Denkmal zu errichten.
Nachdem sein Geburtsort selber verhältnismäßig ansehnliche Beiträge zu diesem Zwecke zusammengebracht, wenden wir uns voll Vertrauen an alle Freunde, Schüler und Verehrer Schlosser’s, sowie an alle gebildeten Deutschen des In= und Auslandes mit der Bitte um Beiträge, damit das Denkmal ein des unvergeßlichen Mannes würdiges werde.
Juni 1875

Das Comité für das Schlosser=Denkmal: Bürgermeister von Harden in Jever. Oberamtmann von Heimburg in Jever. Rathsherr Mettcker (als Casseführer) in Jever. Professor Pahle in Jever. Gymnasial-Director Jaeger in Cöln. Professor Dr. Greizenach in Frankfurt a. M. Archivrath Professor Dr. Kriegl in Frankfurt a. M. Banquier Friedr. Metzler in Frankfurt a. M. Professor Dr. Ducken in Gießen. Professor Dr. Erdmannsdörfer in Heidelberg. Director Dr.  Weber in Heidelberg. Hofrath Dr. Winkelmann in Heidelberg. D.=A.=G.=Präsident Dr. von Buttel in Oldenburg. Geh. Reg.=Rath Dr. Landsermann in Weinheim a. d. Bgstr. Prof. Dr. Ottokar Lorenz in Wien. Prof. Dr. Meyer von Kurnau in Zürich.

Bei mir sind außer meinem eigenen Beitrage von 6 M. bisher eingegangen von Hrn. Medicinalrath Kirchner hies. 3 M., Hrn. G. A. B. Schierenberg zu Meinberg 3 M., Hrn. Archivrath Fallmann hiers. 3 M. Zur Annahme weiterer Beiträge und zur demnächstigen Einsendung der Summe an das obige Komité bin ich gern bereit.
Detmold, d. 18. Dec. 1875  B. Meyer / Geh. Regierungsrath.“

## Veröffentlichungen
- Abälard und Dulcin. Gotha, 1807.
- Leben des Theodor de Beza und des Peter Martyr Vermili. Heidelberg, 1809.
- Geschichte der bilderstürmenden Kaiser des oströmischen Reiches. Frankfurt am Main, 1812.
- Weltgeschichte in zusammenhängender Erzählung. 9 Bände. Frankfurt am Main, 1815–1824.
- Geschichte des 18. Jahrhunderts und des 19. bis zum Sturz des französischen Kaiserreichs. 2 Bände. Heidelberg 1823; 4. Auflage: 8 Bände. Heidelberg, 1853–1860.
- Universalhistorische Übersicht der Geschichte der Alten Welt und ihrer Kultur. 9 Teile. Frankfurt am Main, 1826–1834.
- Zur Beurteilung Napoleons und seiner neuesten Tadler und Lobredner. 3 Bände. Frankfurt am Main, 1832–1835.
- Dante. Leipzig, 1855.
- Weltgeschichte für das deutsche Volk. 18 Bände und 1 Registerband. Frankfurt am Main, 1844–1857; später von Oskar Jäger und Franz Wolff fortgesetzt, zuletzt: 20 Bände. Stuttgart 1901–1904.